# Grand'Combe-des-Bois
Grand'Combe-des-Bois är en kommun i departementet Doubs i regionen Bourgogne-Franche-Comté i östra Frankrike. Kommunen ligger i kantonen Le Russey som tillhör arrondissementet Pontarlier. År 2022 hade Grand'Combe-des-Bois 122 invånare.

## Befolkningsutveckling
Antalet invånare i kommunen Grand'Combe-des-Bois
Referens:INSEE